# Изключително големи телескопи
За аварийния маяк (ELT) вж. Авариен радиомаяк
Изключително големи телескопи (на английски: Extremely Large Telescope, ELT) е клас наземни телескопи, чието главно огледало е с диаметър над 20 m, предназначени за наблюдения в ултравиолетовия, видимото и близкия инфрачервен диапазони на дължината на вълната. Телескопите за други дължини на вълните могат да бъдат много по-големи – например радиотелескопът RT-70 е с диаметър 70 m.
Към 2025 г. не е построен нито един ELT. Най-големият оптичен телескоп (към началото на 2025 г.) е Големият канарски телескоп.
Важна характеристика на бъдещите ELT е използването на сегментирани огледала, активна и адаптивна оптика.
Въпреки че ELT имат доста внушителни размери, техният диаметър (а оттам и разделителната способност) е по-малък от ефективния диаметър на най-големите оптични интерферометри (вж. например VLT). Въпреки това площта на светлосъбиращата повърхност надхвърля тази на интерферометрите, което е основното предимство на ELT.

## Някои проекти за ELT
Всъщност само първите три в таблицата принадлежат към класа ELT. На жълт фон са показани други големи телескопи за сравнение.
| Име                                          | Изображение | Диаметър (m) | Еквивалентен диаметър на огледалото | Площ (m²) | Главно огледало                         | Коментар |
| -------------------------------------------- | ----------- | ------------ | ----------------------------------- | --------- | --------------------------------------- | --- |
| Европейски Изключително голям телескоп (ELT) |             | 39           | 39                                  | 1116      | 798 × 1,45 m шестоъгълни сегмента (f/1) | Най-големият с финансиране, строителството на купола е започнало в пустинята Атакама (Чили) и 24-те сегмента на главното огледало са готови за полиране. |
| Тридесетметров телескоп (TMT)                |             | 30           | 30                                  | 655       | 492 × 1,45 m шестоъгълни сегмента (f/1) | Избрано е мястото на вулкана Мауна Кеа (Хавай) и са изготвени 574 сегмента от главното огледало, от които 19 са полирани.                                |
| Гигантски Магеланов телескоп (GMT)           |             | 24,5         | 21,4                                | 368       | 7 × 8,4 m огледала                      | Завършени са изкопните работи на обекта в пустинята Атакама (Чили), отлети 6 от 7-те огледала                                                            |
| Голям бинокулярен телескоп (LBT)             |             | 22,8         | 11,7                                | 111       | 2 × 8,4 m огледала                      | Най-големият бинокулярен телескоп; Най-големите несегментирани огледала; напълно в експлоатация от 2008 г.                                               |
| Голям Канарски телескоп (GTC)                |             | 10,4         | 10,4                                | 74        | 36 × 1,9 m шестоъгълни сегмента за M1   | Най-голямото огледало; в пълна експлоатация от 2009 г.                                                                                                   |